# Татарський національний рух
Татарський національний рух — рух татарського народу за національне самовизначення, реалізацію своїх національних, політичних та економічних прав. Витоки національного руху сягають 1552 р. — часу завоювання Казанського ханства. Протягом століть татарський національний рух набував різних форм і виявів. Це й участь татар у народних повстаннях (повстання Батирши 1755 року, і рух мулли Мурата 1760-1769 років, Пугачовське повстання 1773-1775 років), і постійні переходи насильно хрещених татар з християнства в мусульманство, й акції непокори. Національний рух яскраво проявив себе у XX столітті: у проведенні всеросійських мусульманських з'їздів (1905—1906 рр.), у діяльності мусульманської фракції депутатів-татар у Державних думах Росії (1906—1917), у спробах створення конфедерації Ідель-Урал, у вимогах до радянської влади про надання Татарстану статусу союзної республіки тощо. У ХХІ столітті татарський національний рух представлений широким спектром суспільно-політичних організацій, громадських діячів та публіцистів як в Татарстані, так і за його межами, і навіть на еміграції.
Сучасний татарський національний рух є неоднорідним, гетерогенним рухом, у якому наявні течії, угруповання та партії різного ідеологічного спектру: помірковані, радикальні, світські, клерикальні, ісламо-центристські, а також самостійницькі течії та рухи.

## Передумови до формування
Перудумови до формування модерного татарського національного руху були закладені у другій половині ХІХ століття. Після завоювання Казанського ханства, Московське князівство запровадило особливий режим управління на підкорених територіях — воєнний стан із розташуванням гранізованів у найбільших містах, було здійснено вигнання татар з Казані та ближніх і дальніх околиць. Перше століття після окупації для татар були збережені ординські закони, і навіть формально було збережено саме ханство. Однак у 1708 Казанське ханство було ліквідовано, а замість нього проголошено Казанську губернію. Татарських намісників та закони змінило імперське законодавство та російські чиновники, розпочалася активна колонізація та християнізація краю. Протягом усього періоду від падіння Казанського ханства і до початку ХІХ ст змішані шлюби були табу для татар. Навіть татарські купці, які опинялися у російських губерніях, привозили собі дружин з татарських сіл та містечок. Такий підхід робив асиміляцію татар надзвичайною повільним та складним процесом.
До кінця ХІХ століття в Казанській губернії проживало 675,4 тисяч татар, з них у містах — трохи більше 35 тисяч, у повітах — 640 тисяч. У центрі етнічної території татарської нації — у Волго-Камському районі — налічувалося 808,7 тисяч татар. Загальна чисельність татарського населення Російської імперії становила 2,6 мільйони.
У Казанській губернії було компактно зосереджено більшість татар. Це визначило її основну роль формуванні татарської нації. Казанська губернія з її центром Казанню і стала осередком національного руху. Виняткову роль в процесі націотворення відігравала Казань. Тут, як окремі прошарки татарського суспільства, сформувались підприємці, духовні і громадські діячі, національна інтелігенція. Водночас, татарська культура могла існувати виключно у визначених і досить вузьких рамках. Російська імперія стримувала становлення татарської національної буржуазії. Татарським підприємцям заборонялося заводити металургійні підприємства, торгувати деякими товарами, купувати нерухомість у Середній Азії.

### Політика християнізації та спротив мусульман
У другій половині ХІХ століття стало очевидним, що політика насильницької християнізації татар і башкир не дала бажаних результатів. У православ'я було навернено мізерний відсоток татарського населення. Ба навіть більше — у ХІХ столітті набував полярності рух реісламізації — повернення хрещених татар до ісламу. Як зазначає завідувач Центром вивчення історії та культури татар-кряшен і нагайбаків Радік Ісхаков, на початку ХІХ століття з православ'я виходили цілі мішарські села. Згодом цей рух поширився на Казанську губернію, хоча тут він і зійшов нанівець. У 1863 р. було відкрито Казанську центральну кряшено-татарську школу, ще через 5 років було організовано Казанську інородницьку учительську семінарію. Семінарія випускала вчителів-місіонерів для татарських, ерзянських, мокшанських, марійських, чуваських та удмуртських шкіл. Крім того, за участю Братства святителя Гурія було відкрито численні місіонерські школи, до яких приймалися діти хрещених татар, чувашів, удмуртів та інших неросійських народів. Для хрещених татар, ерзян, мокшан, марі, удмуртів і чувашів були створені алфавіти на основі кирилиці, що були використані для видання духовної літератури.
Відтак основним інструментом русифікація стала освіта. За законом від 26 березня 1870 р. мусульманські духовні школи, мектеби та медресе були підпорядковані Міністерству народної освіти, а російська мова була включена до навчальних програм національних навчальних закладів. За законом від 16 липня 1888 р. мулли могли зайняти свою виборну посаду лише в тому випадку, якщо вони склали іспит з російської мови або пройшли курс навчання у російській початковій школі. Внаслідок ухвалення цих законів спершу у низці повітів Казанської губернії спалахнуло повстання татарських селян 1878-1879 рр., а після придушення повстань — посилився рух з переселення до Османської імперії (рух мухаджирів).

### Татарське просвітництво
Паралельно із боротьбою татар за свою релігійну іденичність, яка часом супроводжувалась гострим запереченням всякого секуляризму, розвивався рух просвітництва, з яким тісно пов'язані імена Хусаїна Фаізханова і Мухаммадгалі Махмудова. Так Х. Фаізханов одним з перших зайнявся проблемою дослідження етногенезу татарського народу, першим з татарських просвітителів зробив висновок про необхідність перенесення європейських методів освіти у систему татарської освіти, пропонував органічно поєднувати викладання релігійних основ і світських наук. Саме Х. Фаізханов є засновником татарської періодики — йому належить ідея видання газет та журналів татарською мовою: («Чулпан» – «Венера», «Таң йолдызы» – «Ранкова зоря», «Файда» – «Зиск»). Вчителем татарської мови М. Махмудовим була започаткована татарська школа каліографії. Педагогом Саліхджаном Куляшевим була розроблена «Татарська хрестоматія» (1859), яка неодноразово перевидавалася і до кінця ХІХ ст. слугувала для етнічних росіян підручником з вивчення татарської мови.
Однак найпомітнішим просвітителем татар став імам-хатіб Казанської мечеті Шигабетдін Марджані (1818—1889). Він заявляв, що опанування світськими знаннями та науками не суперечить ісламу, виступав проти заборони мусульманським духовенством музики та образотворчого мистецтва. Ш. Марджані пропонував реформувати мектеби та медресе, звільнити їх від середньовічної схоластики. Важливим засобом залучення татар до європейської культури мало стати вивчення російської мови. Ш. Марджані сам і прокладав дорогу своїм ідеям. Він уперше в Казані відкрив школу нового типу, до програми якої поряд із релігією були включені деякі світські дисципліни та прагнув розвинувати у своїх учнів "здатність мислити самостійно". Просвітитель підтримував організацію російсько-татарських шкіл, вісім років викладав віровчення у відкритій в Казані у 1876 р. Татарській учительській семінарії. Він створив перше академічне дослідження з історії татарського народу. Ідеї Марджані мали настільки потужний вплив на татрське просвітицтво, що сучасні вчені нерідко порівнюють його постать із Мартіном Лютером. Його могила дотепер залишається знаковим місцем пам'яті для татар. У сучасному Татарстані його ім'ям названий Інститут історії Академії наук РТ, гімназія, мечеть.
Сучасником Ш. Марджані був інший просвітитель, відомий своїми ідеями про необхідність зближення татар і росіян — Каюм Насирі (1825—1902). Він народився в селі Верхні Ширдани, у родині високосвіченого мулли. Після здобуття початкової освіти у початковій духовній школі свого батька — вступив на навчання у медресе "Касімія". З 1855 р. протягом 16 років викладав татарську мову у Казанському духовному училищі та у Казанській духовній семінарії. У 1860-х рр. був вільним слухачем Казанського університету. Він створив татаромовні підручники з літератури, арифметики, геометрії, педагогіки, медицини, ботаніки та інших галузей знання. Ним також було перекладено чимало підручників з російської на татарську. Насирі активно вивчав історію татарського народу, його фольклор. Результатом були такі його книги, як "Зразки народної літератури казанських татар", "Казки казанських татар". К. Насирі заклав основи сучасної татарської літературної мови.
Поряд із універсальними ідеями просвітництва помітний вплив на татарських інтелектуалів мали ідеї джадидизму. Водночас сам регіон Ідель-Урал став колискою політичного джадидизму.

### Політизація і політична участь
Після революції 1905 р. ключові питання татарського національного руху — національні, політичні, економічні та релігійні права — так і не були розв'язані. У певних аспектах суспільно-політичного життя татар ситуація лише ускладнилась, натиск на мусульман, зрештою як і на інші нехристиянські релігії, лише посилився. У період між революціями 1905—1907 і 1917 років під впливом джадидизму з'являється партія «Іттіфак аль-муслімін». Однак, її так і не вдалось зареєструвати. Водночас, татари почали брати участь у діяльності й інших політичних партій — кадетів, есерів тощо, а також у виборах до Установчих зборів.
У травні 1917 р. в Москві відбувся І Всеросійський з'їзд мусульман, у якому, крім татар, взяли участь й інші мусульманські народи Російської імперії — башкири, казахи, киргизи, кримські татари, кумики, вайнахи та інші. На цьому з'їзді вперше пролунала ідея створення незалежної татарської держави.
В липні 1917 р. в Казані відбувся ІІ Всеросійський з'їзд мусульман, який мав менше національне представництво ніж перший — на з'їзд не з'явилися башкири, кавказькі народи і казахи. У серпні того ж року в Казані скликали спільний з'їзд представники різних структур: 1-го Всеросійського мусульманського з'їзду, 1-го Всеросійського мусульманського військового з'їзду, З'їзду Всеросійського мусульманського духовенства. Результатом зібрання стало обрання Міллі Меджлісу (тат. Милли Меджлис) — колегіального керівного органу для мусульман тюрко-татар Внутрішньої Росії. Власне Міллі Меджліс і проголосив курс на автономію земель Ідель-Уралу.
Всі ці з'їзди мали сильний вплив на формування політичних доктрин у татарському інтелектуальному середовищі. У перші десятиліття ХХ ст. татарський національний рух оформився у двічі течії: ґрунтовиків та тюркистів. Основними розходженнями між цими течіями стали цілі татарського національного руху та методи їх досягнення. Перші боролися за створення територіальної, другі — екстериторіальної автономії.

#### Ґрунтовики

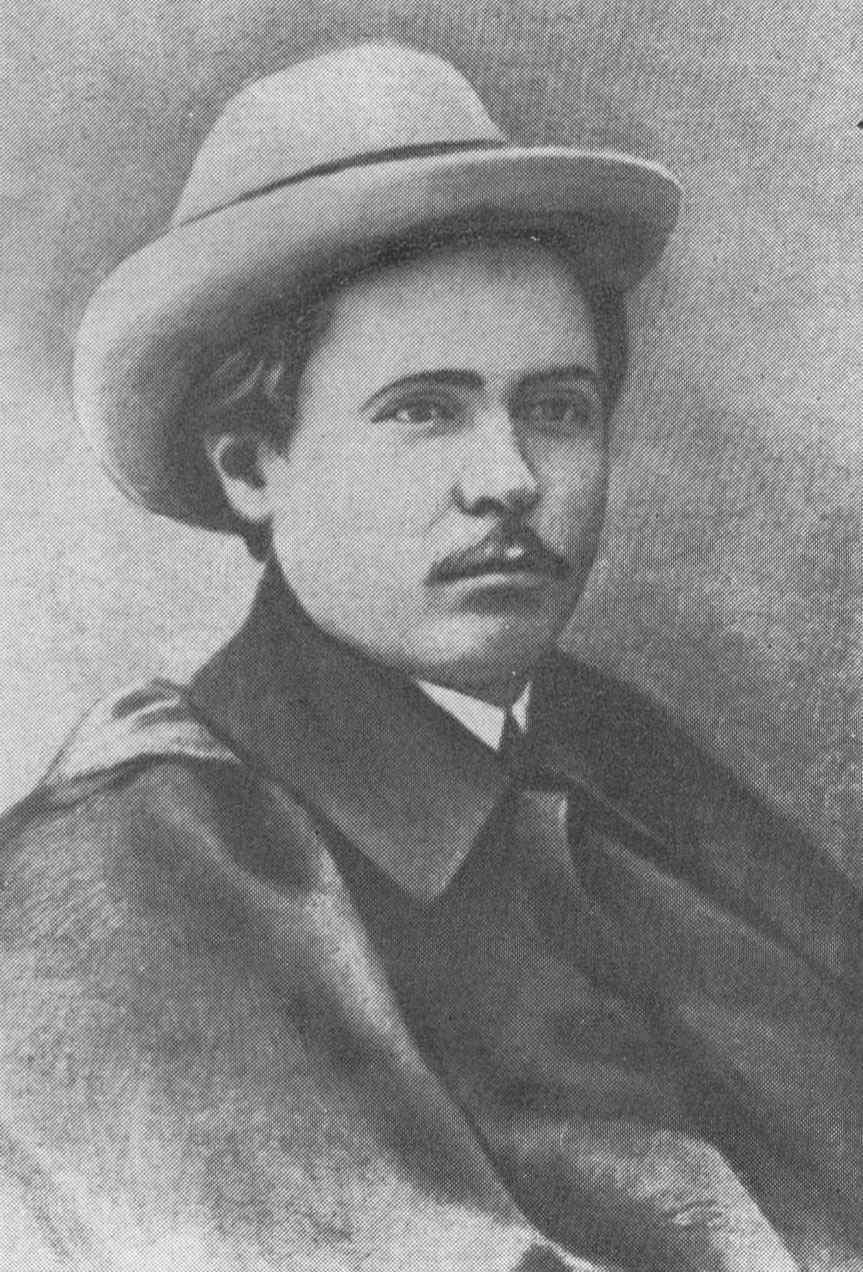
Галімджан Ібрагімов, провідний ідеолог створення Штату Ідель-Урал.

Ґрунтовики (тат. «туфракчылар»). Прихильники лівих партій: ліві есери, більшовики, меньшовики-інтернаціоналісти. Виступали за негайне проголошення територіальної автономії більшої частини Ідель-Уралу, де мешкала основна маса татар, башкир та інших народів Поволжя. Головна соціальна база — національна інтелігенція, солдати та селянство. Ґрунтовики провадили активну пропаганду своїх ідей через власний татаромовний друкований орган — газету «Ирек», що видавалася в Уфі. Її головний редактор, Галімджан Ібрагімов, став першим ідеологом створення територіальної автономії на землях Ідель-Уралу.
За задумом Галімджана Шарафа та Галімджана Ібрагімова столицею республіки Ідель-Урал мала стати Уфа. Це було велике територіальне утворення, що включало в себе 7-мільйонне населення: 3,7 млн татар і башкирів, 2,7 млн росіян і близько 0,5 млн чувашів, марійців і удмуртів. Татарський історик Ільнар Гаріфуллін стверджує, що чуваші, марійці та удмурти погодились брати участь у реалізації проекту з будівництва нової республіки. Башкири, чий ентр національного руху тоді знаходився в Оренбурзі, виступили із критикою будівництва Ідель-Уралу.
Також Ільнар Гаріфуллін, зазначає, що саме Галімджана Ібрагімова можна вважати головним ідеологом створення Ідель-Уралу.

#### Тюркисти
Тюркисти (тат. «төрекчеләр»). Лідер — депутат Держдуми Садрі Максуді. Ця течія виступала за проєкт екстериторіальної національно-культурної автономії мусульман Внутрішньої Росії і Сибіру. Тюркисти вважали, що всі тюрко-мусульмани не проживають компактно на одній чітко окресленій території, а розкидані на величезних просторах. Тому створення територіальної автономії не зможе вирішити проблем тих тюрко-татар, які не увійшли до її складу. Прихильники цієї течії вважали, що реалізація ідей опонентів-ґрунтовиків призведе до остаточного поділу російських мусульман на окремі нації, у той час як тюркисти прагнули організувати в Росії єдину мусульманську політичну націю. Тюркисти спиралася передусім на «ветеранів» національного руху в особі самого Максуді, а також Гаяза Ісхакі, Гумера Терегулова та інших. Їх головною соціальною базою була татарська національна буржуазія.
22 липня (4 серпня) 1917 р. було проголошено Національно-культурну автономію мусульман Внутрішньої Росії та Сибіру, створено також органи управління цієї автономії, зокрема, Тимчасове національне управління, з трьох назаратів (міністерств): освіти, фінансів, духовного управління мусульман. Після цього Виконавчий комітет Всеросійської мусульманської ради, що вже існував, направив звернення Тимчасовому уряду Росії з проханням визнати Національне управління мусульман Внутрішньої Росії та Сибіру. У зверненні також пропонувалося передати функції, пов'язані з освітою та культурою мусульман, відповідним відомствам Національного управління мусульман.

#### Татаро-башкирський конфлікт
У створенні національно-культурної автономії мусульман Внутрішньої Росії та Сибіру, у виборах її парламенту (Міллі Меджліс) брало участь чимало башкирів. Башкирські представники були серед депутатів парламенту. Проте взяли гору зовсім політичні сили, які наполегливо вели до розколу татаро-башкирського етноконфесійного конгломерату мусульман Внутрішньої Росії та Сибіру.
Башкири вирішили не брати участі у ІІ-му Всеросійському з'їзді мусульман і в день його проведення (20.07.1917) скликали власе зібрання в Оренбурзі — Загальнобашкирський з'їзд, на який, втім, прибуло всього 70 делегатів від 5 губерній, де компактно проживали башкири. Загальнобашкирський з'їзд завершився обранням Башкирської обласної Ради на чолі із соціалдемократом Шаріфом Манатовим.
Зрештою, обидві протиборчі течії в Національному парламенті (тат. Милли Меджлис) дійшли згоди щодо будівництва обох проектів — національно-культурної та територіальної автономії.

#### Відносини з більшовиками
Тимчасовий уряд Росії зволікав із задоволенням вимог як тюркистів так і ґрунтовиків. Ситуація змінилась із Жовтневим переворотом, адже більшовики бажали заручитися широкою підтримкою різних народів колишньої імперії. Вже 26 жовтня (8 листопада) вони, за повної безінціативності Харбі Шуро, захопили владу в Казані. Знадобилося цілих 11 днів, щоб Харбі Шуро виступила із заявою про засудження Жовтневого перевороту та невизнання радянської влади. Однак ця заява вже не могла відвернути червоного панування не лише в Казані, але й в Ідель-Уралі загалом.
Захоплення влади більшовиками суттєво ускладнило формування інституту Національно-культурної автономії мусульман Внутрішньої Росії та Сибіру. Оскільки, Ленін категорично відкидав ідею «культурно-національної автономії» як буржуазну та шкідливу з погляду «пролетарського інтернаціоналізму» — татарські національні лідери перебували в опозиції до більшовиків. Втім, усі національні уряди у регіонах Росії категорично не сприймали радянської влади. Ця обставина спонукала більшовиків маневрувати. Зокрема вони змушені були переглянути свої позиції в національному питанні. Більшовики болісно переходили від ідеї унітарної «пролетарської» держави, що по суті ігнорує національний чинник, до держави федеративної, що об'єднує різні народи.
Завдяки щедрим обіцянка рівності та свобод, аж до «повного самовизначення і відокремлення», більшовикам вдалось розколоти татарський національний рух не лише на тюркістів і ґрунтовиків, а й на два табори — лояльних і ворожих до більшовиків. М. Вахітов, К. Якубов, М. Султан-Галієв та інші зробили чимало, щоб саботувати діяльність таких структур, як Міллі Шуро, Міллі Меджліс, Міллі Ідара, Харбі Шуро. Вони вели більшовицьку агітацію, щоби «розкласти» національні підрозділи та перетворити їх на дезорганізований натовп солдат.
2-й Всеросійський мусульманський військовий з'їзд, що проходив у Казані 21 січня — 3 березня 1918 р., ухвалив резолюцію про створення у складі РРФСР штату Ідель-Урал у складі всієї Уфимської і частини Казанської, Симбірської, Самарської, Оренбурзької, Пермської та Вятської губерній. Також було ухвалено рішення про початок формування законодавчих та виконавчих органів Ідель-Уралу: Міллі Ідара (тат. — «національного управління») у складі трьох міністерств (духовного, просвітництва і фінансів) та двох комітетів (військового та іноземних справ). На З'їзді відбувся розкол за принципом ставлення до Установчих Зборів та Рад. Ліва фракція залишила з'їзд.
Комісія з територіальної автономії, відома також як Колегія Урало-Волзького Штату (КУВШ), мала забезпечити скликання з'їзду в Уфі для ухвалення тимчасової конституції Штату та створення тимчасового уряду. Це питання мало бути врегульоване з представниками національних організацій народів, що входять до Штату. КУВШ мала розробити проєкт конституції, визначити межі Штату та його економічне становище. КУВШ фінансувалася Міллі Ідаре та складалася з восьми членів та чотирьох кандидатів. За згодою, КУВШ підпорядковувалося Харбі Шуро. Вона не мала права дообирати членів-мусульман, але мала право обирати нових членів КУВШ, представників інших націй.
Міллі Меджліс проголосив територіальну автономію татарської нації. Основним принципом цієї автономії було рівноправність всіх народів, що входять до Штату, при дотриманні їх національно-культурної автономії. Штат Ідель-Урал розглядався як один із суб'єктів федеративної держави. Штат, як і Росія, створювався у вигляді парламентської республіки. За відсутності федеративного законодавства та конституції, творці Штату мали самі визначити його основні повноваження та повноваження, що залишаються за центральним урядом. Цей документ носив попередній характер і повинен був зазнати змін під час переговорів з центральним урядом і на підставі рішень федерального парламенту. Однак реальність полягала в тому, що на цей момент не існувало ні того, ні іншого органу, а владу захопили більшовики. Таким чином, депутати Міллі Меджлісу створили Штат для збереження парламентської форми правління на противагу владі Рад.
Політична ситуація в Ідель-Уралі загострилась після розгону більшовиками Установчих Зборів 18 січня 1918 року. З метою запобігти проголошенню штату Ідель-Урал (що було заплановано на 1 березня 1918 р.), Казанська рада робітничих, солдатських і селянських депутатів 28 лютого запровадила в місті воєнний стан. Лідери 2-го Всеросійського мусульманського військового з'їзду та Харбі Шури (тат. — «військової ради») були заарештовані. Вже ввечері того ж дня арештантів вдалось звільнити. Представники 2-го Всеросійського мусульманського військового з'їзду перенесли свої засідання до татарської частини Казані (за річку Булак), та, 1 березня 1918 року, проголосили у складі Радянської Росії автономний штат Ідель-Урал.
Менш ніж за місяць, 28 березня 1918 року, казанські червоногвардійці захопили адміністративні приміщення штату Ідель-Урал та розформували його керівні органи. Після цього національні діячі, які приєдналися до більшовиків, взялися за втілення ідеї державного будівництва татарського та башкирського народів під радянською владою.